# Ryūnosuke Kamiki
Ryūnosuke Kamiki (神木 隆之介?, Kamiki Ryūnosuke; Saitama, 19 maggio 1993) è un attore e doppiatore giapponese.

## Biografia
Entrato nel mondo dello spettacolo prestissimo, come attore bambino, si è col tempo guadagnato fama e apprezzamenti, sia per le capacità recitative sia per quelle di doppiatore. Lavora per l'agenzia Amuse, Inc. Nel 2023 partecipa al film premio Oscar Godzilla Minus One.

## Filmografia

### Cinema
- Bayside Shakedown 2: Save the Rainbow Bridge, regia di Motohiro Katsuyuki, Yakumo Saiji (2003)
- Rockers, regia di Takanori Jinnai (2003)
- Survive Style 5+, regia di Gen Sekiguchi (2004)
- Install, regia di Kei Kataoka (2004)
- Otousan no Backdrop, regia di Toshio Lee (2004)
- The Great Yokai War, regia di Takashi Miike (2005)
- Zoo, regia di Ryu Kaneda (2005)
- Little DJ~Chiisana Koi no Monogatari, regia di Koto Nagata (2007)
- Tooku no Sora ni Kieta, regia di Isao Yukisada (2007)
- Dai-Nipponjin, regia di Hitoshi Matsumoto (2007)
- The Game, (2009)
- 20th Century Boys 3: Redemption, regia di Yukihiko Tsutsumi (2009)
- The Kirishima Thing (桐島、部活やめるってよ?, Kirishima, bukatsu yamerutte yo), regia di Daihachi Yoshida (2012)
- SPEC~Ten, regia di Yukihiko Tsutsumi (2012)
- SPEC: Close~Progress version, regia di Tsutsumi Yukihiko (2013)
- Rurouni Kenshin: Kyoto Inferno, regia di Keishi Ōtomo (2014)
- Rurouni Kenshin: The Legend Ends, regia di Keishi Ōtomo (2014)
- As the Gods Will, regia di Takashi Miike (2014)
- Bakuman, regia di Hitoshi Ōne (2015)
- Godzilla Minus One, regia di Takashi Yamazaki (2023)
- We're broke, my Lord, regia di Tetsu Maeda (2023)

### Televisione
- Good News – serie TV, (1999)
- Namida wo Fuite – serie TV, (2000)
- Kasouken no Onna – serie TV, (2000)
- Aoi Tokugawa Sandai – serie TV, (2000)
- Quiz – serie TV, (2000)
- Mukodono! – serie TV, (2001)
- Kamen Rider Agito – serie TV, (2001)
- Psycho Doctor – serie TV, (2002)
- Tantei Kazoku – serie TV, (2002)
- Wedding Planner – serie TV, (2002)
- Omiya – serie TV, (2002)
- Ooku 3 – serie TV, (2003)
- Dr. Koto Shinryojo – serie TV, (2003)
- Bishōjo senshi Sailor Moon – serie TV,(2003)
- Boku no Mahou Tsukai – serie TV, (2003)
- Renai Shousetsu – serie TV, (2004)
- Honto ni Atta Kowai Hanashi Shinya no Kyozo – serie TV, (2004)
- The Life Heritage – serie TV, (2005)
- Aikurushii – serie TV, (2005)
- Yoshitsune – serie TV, (2005)
- Tokyo Tower – serie TV, (2006)
- Tantei gakuen Q Special – serie TV, (2006)
- Tantei gakuen Q – serie TV, (2007)
- Dondo Bare – serie TV, (2007)
- Ruri no Shima SP – serie TV, (2007)
- Kaze no gâden – serie TV, (2008)
- Akahana no Sensei – serie TV, (2009)
- Keizoku 2: SPEC – serie TV, (2010)
- Kokoro no Ito – serie TV, (2010)
- Bloody Monday 2 – serie TV, (2010)
- Jūichinin mo iru! – serie TV, (2011)
- Kokosei Restaurant – serie TV, (2011)
- Blackboard – serie TV, (2012)
- Keizoku 2: SPEC~Shou – serie TV, (2012)
- Taira no Kiyomori – serie TV, (2012)
- Keizoku 2: SPEC~Rei – serie TV,(2013)
- Kazoku Game – serie TV, (2013)
- Kogure Shashinkan – serie TV, (2013)
- Henshin – serie TV, (2014)
- Toki wa Tachidomaranai – serie TV, (2014)
- Samurai Sensei – serie TV, (2015)

## Doppiaggio
- La città incantata - Bo (2001)
- Il castello errante di Howl - Markl (2004)
- Doraemon - The Movie: Il dinosauro di Nobita (2006)
- Hoshi o katta hi (2006)
- Piano Forest - Il piano nella foresta (2007)
- Summer Wars (2009)
- Arrietty - Il mondo segreto sotto il pavimento (2010)
- Toaru hikūshi e no tsuioku (2011)
- Your Name. - Taki Tachibana (2016)
- Mary e il fiore della strega - Peter (2017)
- Weathering with You - Taki Tachibana (2019)
- Evangelion: 3.0+1.0 Thrice Upon a Time - Shinji Ikari (adulto) (2021)
- 100 Nichikan Ikita Wani (2021)
- Suzume - Tomoya Serizawa (2022)

## Doppiatori italiani
Nelle versioni in italiano nelle opere in cui ha recitato, Ryūnosuke Kamiki è stato doppiato da:
- Gabriele Vender in Godzilla Minus One

Da doppiatore è sostituito da:
- Manuel Meli in Arrietty - Il mondo segreto sotto il pavimento, Your Name., Weathering with You
- Monica Bertolotti in La città incantata
- Furio Pergolani in Il castello errante di Howl
- Stefano Pozzi in Piano Forest - Il piano nella foresta
- Federico Zanandrea in Summer Wars
- Lorenzo D'Agata in Mary e il fiore della strega
- Daniele Raffaeli in Evangelion: 3.0+1.0 Thrice Upon a Time
- Emanuele Ruzza in Suzume
- Riccardo Suarez in La città incantata (ridoppiaggio)

## Premi e riconoscimenti
- 2006: 29° Awards of the Japanese Academy:  Miglior esordiente per The Great Yokai War[1]
- 2011: Seoul International Drama Award:  attore popolare per Kokoro no Ito
- 2012: Tama Cinema Forum: Miglior attore esordiente per The Kirishima Thing e SPEC: Ten[2]
- 2013: 17° Nikkan Sports Drama Grand Prix Spring: miglior attore non protagonista per The Family Game[3]
- 2013: 77° Television Drama Academy: miglior attore non protagonista per The Family Game
- 2013 23° TVLife Drama Award 2013: miglior attore non protagonista per The Family Game[4]
- 2015: Seoul International Drama Awards: star asiatica[5]
- 2017: 11° Seiyu Awards: miglior attore protagonista per Your Name
- 2020: 44° Elan d'or Awards: esordiente dell'anno